# Croton rudolphianus
Croton rudolphianus är en törelväxtart som beskrevs av Johannes Müller Argoviensis. Croton rudolphianus ingår i släktet Croton och familjen törelväxter. Inga underarter finns listade i Catalogue of Life.